# Mikołaj III Zorzi
Mikołaj III Zorzi (zm. 1436) – wenecki władca Markizatu Bodonitzy w latach 1411-1414. 

## Życiorys
Był synem Mikołaja I Zorzi. Został ostatnim Markizem Bodonitzy po zrzeczeniu się praw przez Mikołaja II Zorzi. Następnie większość swojego życia spędził jako ambasador wenecki. Został otruty z rozkazu sułtana Murada II. Jego córka Klara Zorzi była żoną księcia Aten Nerio II Acciaiuoli. 